# لويل نورث
لويل نورث (بالإنجليزية: Lowell North)‏ هو ربان ‏ وشخصية أعمال ومهندس أمريكي، ولد في 2 ديسمبر 1929 في سبرينغفيلد في الولايات المتحدة، وتوفي في 2 يونيو 2019 في سان دييغو في الولايات المتحدة.

## وصلات خارجية
- لويل نورث على موقع الاتحاد الدولي للملاحة الشراعية (موقع قديم) (الإنجليزية)
- لويل نورث على موقع اللجنة الأولمبية الدولية (الإنجليزية)
- لويل نورث على موقع أوليمبيديا (الإنجليزية)